# Manic Panic
A Manic Panic a svéd származású Leila K 2. önálló stúdióalbuma. Az albumról 4 kislemez jelent meg. A producer Denniz Pop volt, a remixeket Amadin készítette.
Az album csupán a finn és a svéd slágerlistákra került fel.

## Megjelenések
CD Dánia  Mega MRCD 3305
- C'Mon Now – 3:04
- Blacklisted – 3:55
- Dynamite – 3:19
- It's 2 Die 4 – 4:02
- Electric – 3:35
- Murderer – 3:13
- Rude Boy – 3:11
- Cue Club – 3:28
- I'm Coming To You – 4:09
- C'Mon Now (Amadin Remix) – 5:02